# Grammatikalisering
Grammatikalisering er en proces hvorved et leksikalt morfem (ord) gennem pragmatisk anvendelse gradvist begynder at blive opfattet og behandlet som grammatisk morfem. Et eksempel fra engelsk er ordet will, der er gået fra at være et udsagnsord med betydningen "vilje/ønske" til at blive et grammatisk ord som indikerer futurum.
Grammatikaliseringsprocessen er diakron og finder sted i alle sprog, men ved forskellig hastighed og og forskellig grad.
| Sprog | Spire Denne artikel om sprog er en spire som bør udbygges. Du er velkommen til at hjælpe Wikipedia ved at udvide den. |